# Aria variata alla maniera italiana
| Temă și variațiuni 1–5 · |
| Variațiuni 6–9 ·         |
| Variațiunea 10 ·         |

Aria variata alla maniera italiana BWV 989 este o lucrare pentru un instrument cu claviatură de Johann Sebastian Bach, compusă în jurul anului 1709. Ea constă din o temă cu zece variațiuni și are multe similitudini cu Variațiunile Goldberg, compuse mai târziu. Deși inițial destinată clavecinului, există numeroase interpretări și înregistrări pentru alte instrumente, în special pentru pian și orgă.